# Jörg Iro
Jörg Iro (* 16. September 1926 in Wien; † 14. Januar 2017 ebenda) war ein österreichischer Politiker.

## Leben
Jörg Iro besuchte von 1932 bis 1936 im sechsten Wiener Gemeindebezirk Mariahilf die Volksschule und im Anschluss daran, von 1936 bis 1944, ebenfalls in Mariahilf, das Humanistische Gymnasium. Iro studierte von 1945 bis 1946 drei Semester lang Theologie, brach das Studium jedoch ab. Er wechselte das Studienfach, studierte von 1947 bis 1950 Rechtswissenschaft an der Universität Wien und promovierte 1950. In seiner anschließenden Gerichtspraxis, die er zwischen 1950 und 1951 erwarb, arbeitete Iro am Landesgericht für Strafsachen Wien sowie an den Gerichten in Vöcklabruck und Wels. Nachdem er fünf weitere Jahre in Schwanenstadt und zuletzt in Vöcklabruck als Konzipient gearbeitet hatte, eröffnete Iro 1956 in Vöcklabruck eine eigene Anwaltskanzlei, die er bis zu seiner Pensionierung, im Jahr 1990, leitete.
Iro lebte zunächst in Weyregg am Attersee, deren ÖVP-Ortsparteiobmann er von 1952 bis 1960 war. Im Jahr 1960 wurde er zum Bezirksparteivorsitzenden der ÖVP für den Bezirk Vöcklabruck gewählt, eine Funktion, die er 15 Jahre lang, bis 1975, bekleidete. Parallel dazu wurde er 1968 zum Landesobmann des Österreichischen Akademikerbundes für das Land Oberösterreich gewählt.
Doch auch auf bundespolitischer Ebene wurde Jörg Iro eingesetzt. So wurde er im Dezember 1962 als Abgeordneter der ÖVP in den Bundesrat gewählt. Er übte sein Mandat knapp zwölf Jahre lang, bis Oktober 1974, aus. In der ersten Jahreshälfte 1966 saß er dem Bundesrat als Präsident vor. Im Oktober 1974 folgte Iros Wechsel als VP-Abgeordneter in den Nationalrat. Hier hatte er allerdings nur eine relativ kurze Amtszeit vor sich. Iro schied nach nur sieben Monaten, im Mai 1975, aus dem Parlament aus.
Seit 1947 war er Mitglied der katholischen Studentenverbindung KaV Norica Wien im ÖCV.

## Auszeichnungen
- 1974: Großes Silbernes Ehrenzeichen für Verdienste um die Republik Österreich[1]